# Geografía de las Islas Marianas del Norte

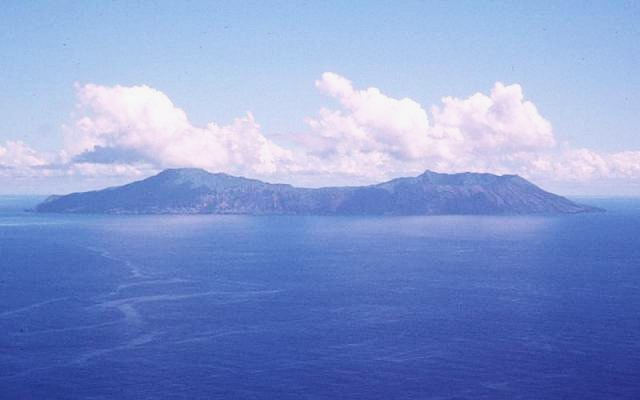
Anatahan.

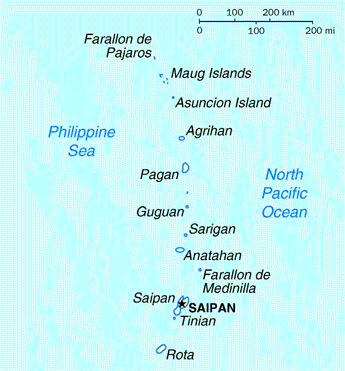
Mapa de las Islas Marianas del Norte.

Las Islas Marianas del Norte, junto con Guam al sur, componen el archipiélago de Islas Marianas. Las islas del sur son de piedra caliza, con terrazas niveladas y arrecifes de coral. Las islas del norte son volcánicas, con volcán activo en varias islas, incluyendo Anatahan, Pagan y Agrihan. El volcán en Agrihan tiene la elevación más alta a 3166 m.
El volcán Anatahan es una pequeña isla volcánica situada a 130 km al norte de Saipán. Tiene aproximadamente 10 km de largo y 3 km de ancho. Anatahan comenzó a erupcionar desde su cráter este el 10 de mayo de 2003. Desde entonces ha alternado entre los períodos de erupción y calma. El 6 de abril de 2005, se expulsaron aproximadamente 1,416,000 m³ de cenizas y rocas, causando que una gran nube negra se desplace hacia el sur sobre Saipán y Tinian.
Está constituida por un grupo de 14 islas: Saipán, Tinian, Rota, Aguiján, Farallón de Medinilla, Anatahan, Sarigan, Guguan, Alamagan, Pagán, Agrihan, Asunción, Islas Maug y Farallón de Pájaros. Las únicas que están habitadas son Saipán, Tinián, Rota y Alamagan.
Las islas del sur están compuestas por piedra caliza, con niveles de terrazas y arrecifes de coral que las bordean. Las islas del norte son de origen volcánico, con volcanes activos en Anatahan, Pagán y Agrihan. El volcán en Agrihan es el más elevado con 965 m s. n. m.
Su superficie total es de 464 km².
| Isla                     | Área (km²) | Población 2020 | Altura máxima m | Pico más alto  | Archipiélago |
| ------------------------ | ---------- | -------------- | --------------- | -------------- | ------------ |
| Farallón de Pájaros      | 2,55       | 0              | 319             |                |              |
| Arrecife de Supply       | 0,00       | −              | −8              |                |              |
| Islas Maug               | 2,13       |                | 227             | Isla Norte     |              |
| Isla Asunción            | 7,31       |                | 891             |                |              |
| Agrihan                  | 43,51      | 4              | 965             | Monte Agrihan  |              |
| Pagán                    | 47,24      | 2              | 579             | Monte Pagán,   |              |
| Alamagan                 | 11,11      | 1              | 744             | Alamagan       |              |
| Guguan                   | 3,87       | 0              | 301             |                |              |
| Piedras de Torres        | 0          | 0              | 0               |                |              |
| Sarigan                  | 4,97       | 0              | 549             |                |              |
| Anatahan                 | 31,21      | 0              | 787             |                |              |
| Farallón de Medinilla    | 0,85       | 0              | 81              |                |              |
| Saipán                   | 115,38     | 43385          | 474             | Monte Tapochau |              |
| Tinián                   | 101,01     | 2044           | 170             | Kastiyu        |              |
| Aguiján                  | 7,10       | 0              | 157             | Alutom         |              |
| Rota                     | 85,39      | 1893           | 491             | Monte Manira   |              |
| Islas Marianas del Norte | 463,63     | 47329          | 965             | Monte Agrihan  |              |